# ヴィーコ・エクエンセ
ヴィーコ・エクエンセ（イタリア語: Vico Equense）は、イタリア共和国カンパニア州ナポリ県にある、人口約2万1000人の基礎自治体（コムーネ）。

## 地理

### 位置・広がり
ナポリ県南部、ソレント半島北岸のコムーネ。県都ナポリからはナポリ湾をはさんで南南東へ25kmの距離にある。

#### 隣接コムーネ
隣接するコムーネは以下の通り。括弧内のSAはサレルノ県所属を示す。
- カステッランマーレ・ディ・スタービア
- メータ
- ピャーノ・ディ・ソッレント
- ピモンテ
- ポジターノ (SA)

## 行政

### 分離集落
ヴィーコ・エクエンセには、以下の分離集落（フラツィオーネ）がある。
- Arola, Bonea, Fornacelle, Massaquano, Moiano, Monte Faito, Montechiaro, Pacognano, Patierno, Pietrapiana, Preazzano, Sant'Andrea, Seiano, Ticciano, San Salvatore, Santa Maria del Castello